# Jones & Stephenson
Jones & Stephenson est un duo belge de musique électronique des années 1990. Ses productions relèvent de la trance et hard trance.

## Historique
Le duo est composé des Belges Frank Sels, également connu sous son pseudonyme Franky Jones, et Axel Stephenson.

## Production

### Sorties
Le groupe a été peu productif, avec seulement quatre singles à leur actif, tous chez le belge Bonzai Records, dont Frank Sels est l'un des fondateurs. Néanmoins, leur grand succès The First Rebirth a fait d'eux un groupe de grande renommée sur la scène trance et hardcore. Le site Discogs nous indique que le groupe est apparu sur 154 compilations, majoritairement grâce à ce morceau.

### The First Rebirth
| Type   | Nom               | Classement (2002)                      | Meilleure position |
| ------ | ----------------- | -------------------------------------- | ------------------ |
| Simple | The First Rebirth | Belgique (Flandre Ultratop 50 Singles) | 1                  |

The First Rebirth sort en 1993 chez Bonzai Records. Ce morceau est devenu un classique de la hard trance et de la techno hardcore. Lors d'une ressortie en 2002, le morceau se classe pendant onze semaines dans les hit-parades belges, atteignant la première place du classement flamand. Encore en 2013, la webradio spécialisée HardcorePower Radio classe le morceau à la deuxième place de ses grands succès.
Le morceau a été repris en 2007 par Modeselektor sur leur album Happy Birthday!.

### Discographie
| Année | Titre                        | Artiste            | Format | Pistes | Durée       | Label          |
| ----- | ---------------------------- | ------------------ | ------ | ------ | ----------- | -------------- |
| 1993  | The First Rebirth            | Jones & Stephenson | single | 2      | 11 min 17 s | Bonzai Records |
| 1994  | The Second Rebirth           | Jones & Stephenson | single | 2      | 10 min 38 s | Bonzai Records |
| 1995  | The Third Rebirth            | Jones & Stephenson | single | 2      | 14 min 33 s | Bonzai Records |
| 1995  | The Fourth Rebirth           | Jones & Stephenson | single | 2      | 15 min 17 s | Bonzai Records |
| 1996  | Da Grooveinaltrancentalphunk | Jones & Stephenson | single | 3      | 20 min 12 s | Bonzai Records |